# Hyphydrus amplimaculatus
Hyphydrus amplimaculatus är en skalbaggsart som beskrevs av Bilardo och Rocchi 1995. Hyphydrus amplimaculatus ingår i släktet Hyphydrus och familjen dykare. Inga underarter finns listade i Catalogue of Life.